# Phyllodistomum thunni
Phyllodistomum thunni är en plattmaskart. Phyllodistomum thunni ingår i släktet Phyllodistomum och familjen Gorgoderidae. Inga underarter finns listade i Catalogue of Life.